# Ленинский сельсовет (Житковичский район)
Ленинский сельсовет (бел. Ленінскі сельсавет) — административная единица на территории Житковичского района Гомельской области Республики Беларусь. Административный центр — агрогородок Ленин.

## История
18 октября 2023 года Ленинский сельсовет Добрушского района и Ленинский сельсовет Житковичского района Гомельской области подписали соглашение о сотрудничестве. 

## Состав
Ленинский сельсовет включает 11 населённых пунктов:
- Большие Стеблевичи — деревня
- Буды — деревня
- Гричиновичи — деревня
- Ельно — деревня
- Корчеватка — деревня
- Ленин — агрогородок
- Малые Стеблевичи — деревня
- Ново-Ленин — деревня
- Полостевичи — деревня
- Сукачи — деревня
- Тимошевичи — деревня